# Hồ Sĩ Dương
Hồ Sĩ Dương (chữ Hán: 胡士揚; 1621 - 1681) là quan nhà Lê trung hưng trong lịch sử Việt Nam, người làng Quỳnh Đôi, huyện Quỳnh Lưu, tỉnh Nghệ An, Việt Nam. Ông là cháu xa của Hồ Tông Thốc.

## Cuộc đời sự nghiệp
Hồ Sĩ Dương là con giám sinh Hồ Hoàng, mẹ là Hoàng Thị Tâm.
Năm 1643, ông 23 tuổi, thi đậu giải nguyên. Tới khoa Mậu Tý (1648) do thi hộ trường Thanh, đỗ giải nguyên bị phát giác, ông bị cách chức thủ khoa đẩy đi lính.
Năm 1651 ông được ân xá, thi đậu giải nguyên. Việc một người ba lần thi đậu giải nguyên là một chuyện hiếm có.
Năm 1652, ông đậu tiến sĩ. Năm 1659, triều đình mở khoa Đông các lấy 5 người, 2 người là đông các, 3 người là hiệu thư. Dự thi là những người đã đậu các kỳ thi đình. Ông chỉ đậu thứ 2 tiến sĩ, không được nằm trong danh sách dự thi. Ông khiếu nại trường hợp của ông: ba lần đậu thủ khoa và kỳ thi tiến sĩ đáng lý bài ông vào hạng nhất. Vua Lê Thần Tông đồng ý cho ông dự thi. Ông cùng ông Hoàng giáp Nguyễn Văn Giai, người Phù Lưu Trường (nay là xã Hậu Lộc, huyện Can Lộc, tỉnh Hà Tĩnh) đậu đông các.
Ông dẫn quân đi kinh lược Tuyên Quang, bình định được thủ lĩnh Mã Thúc Lan.
Ông được bổ chức lại khoa đô cấp sư trung thăng đông các đại học sĩ, được cử đi giao thiệp tranh cãi biên giới 5 lần đều thắng lợi. Sau đó ông được thăng binh bộ tả thị lạng Thượng tướng quân.
Năm 1673, ông được cử làm chính sứ đi Trung Quốc. Năm 1676, ông làm Tham tụng, kiêm Thượng thư bộ Công, cùng năm, ông được sai giám tu quốc sử thượng thư bộ hình kiếm đông các đại học sĩ.
Sau đó, ông được thăng Thượng thự bộ Lễ. Ông được người trong nước và ngoài nước đánh giá cao.
Chu Xán, sứ nhà Thanh sang Đại Việt vào năm Chinh Hòa thứ 4 (1683) có thơ về Việt Nam, có câu: "Y quan văn vật trọng nam cương" lại tự chua rằng: "Nhân vật nước này về lý học có Trinh Tuyền, Vũ Duệ, Nguyễn Đăng Cao và Hồ Sĩ Dương, về kinh tế có Mạc Đĩnh Chi, Nguyễn Trung Ngạn, Nguyễn Trãi, Lương Thế Vinh
Năm 1681, ông mất, thọ 61 tuổi, được phong Thiếu bảo Duệ quận công.
Theo sách "Công dư tiệp ký" của Vũ Phương Đề thì nhờ thầy học là Dương Tồn truyền binh pháp nên có lần đi sứ sang Trung Hoa ông đã đem thao lược giúp nước Tàu đánh tan được giặc, còn ơ nước nhà trong dịp Nam chinh ông đã từng lập chiến công khiến cho lân bang phải kinh sợ 

## Tác phẩm
Tác phẩm ông để lại:
- Trùng tu Lam Sơn thực lực
- Đại Việt Lê triều đế vương trung hưng công nghiệp thực lực
- Hoan Châu phong thổ ký
- Hồ thượng thư gia lễ

## Gia quyến
Ông lấy vợ là Trương Thị Thành, con gái Trình quận công - Trương Đức Thọ ở Phú Nghĩa.
Bà Trương Thị Thành vợ ông đã xuất tiền nuôi ông ăn học, bà chăm chỉ lao động, kính trọng mẹ chồng, ăn ở tốt với bà con. Lúc ông trở thành quan to, bà khuyên đem ruộng cúng cho làng, đem tiền gạo cứu tế cho dân nghèo, bà còn đem nghề Mộc ở Phú Nghĩa lên Quỳnh Đôi.